# 葺石

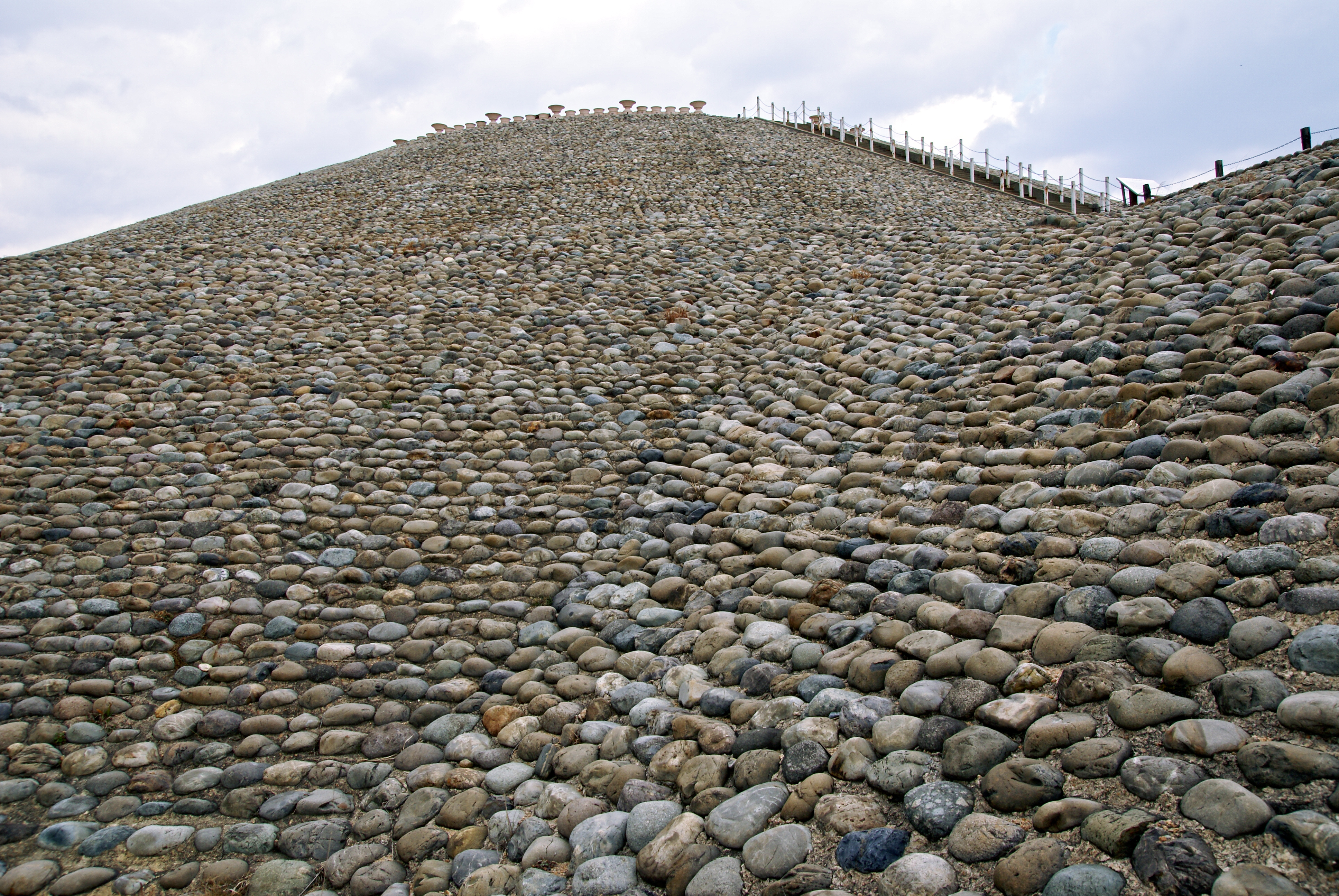
复原后覆盖葺石的神户市五色塚古墳后圆部

葺石（ふきいし）是指在古坟坟丘的斜面上堆砌铺设的鹅卵石或碎石，主要出现在古坟时代，是覆盖在坟丘表面的一种外部设施。其起源可以追溯到弥生时代の坟丘墓（弥生坟丘墓）。前期古坟和中期古坟中较常见，而后期古坟中大多数没有葺石。

## 概要
葺石通常铺设在多层古坟的坟丘斜面，各层顶部的平坦面则通常处于裸土状态。而终末期古墳多环绕在圆坟裾部的石头被称作“外护列石”，通常与葺石进行区分。在规模方面，前方后圆坟中，坟丘长度在100米以下的古坟葺石较少见，而规模较大的古坟中则更常见葺石。不过在关东地方以北，无论规模大小，古坟基本都不伴出葺石。

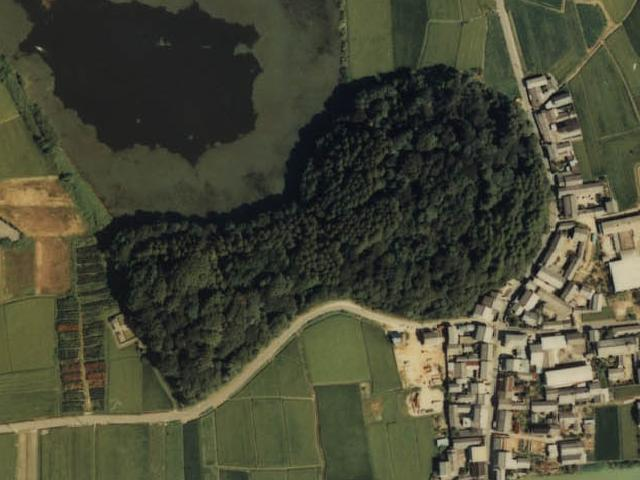
流传有“日也人作，夜也神作”的箸墓古墳

这种将斜面用砾石等物质铺设以使其稳固的建筑方法是日本列岛独有的，而中国的墓葬中常见的版築在日本则几乎不见。。
关于葺石起源，森浩一在他1985年的著作中介绍了两种观点：
1. 葺石的出现，是对要建造像高句丽那样的积石塚的意识或传统的体现。
2. 葺石是在阿波（现在的德岛县）的吉野川流域和瀬戸内海沿岸等日本古老的积石塚分布区独创的。

森浩一还指出，濑户内以及四国地方自古以来就存在石工集团，掌握着丰富的石头知识。
《日本书纪》和《古事记》中记载，在箸墓古坟（位于奈良县樱井市）的建造过程中，通过接力方式运输大坂山的石头的故事故事，这些运送的石头可能就是用于葺石的石材。

## 葺石的出現与祖形

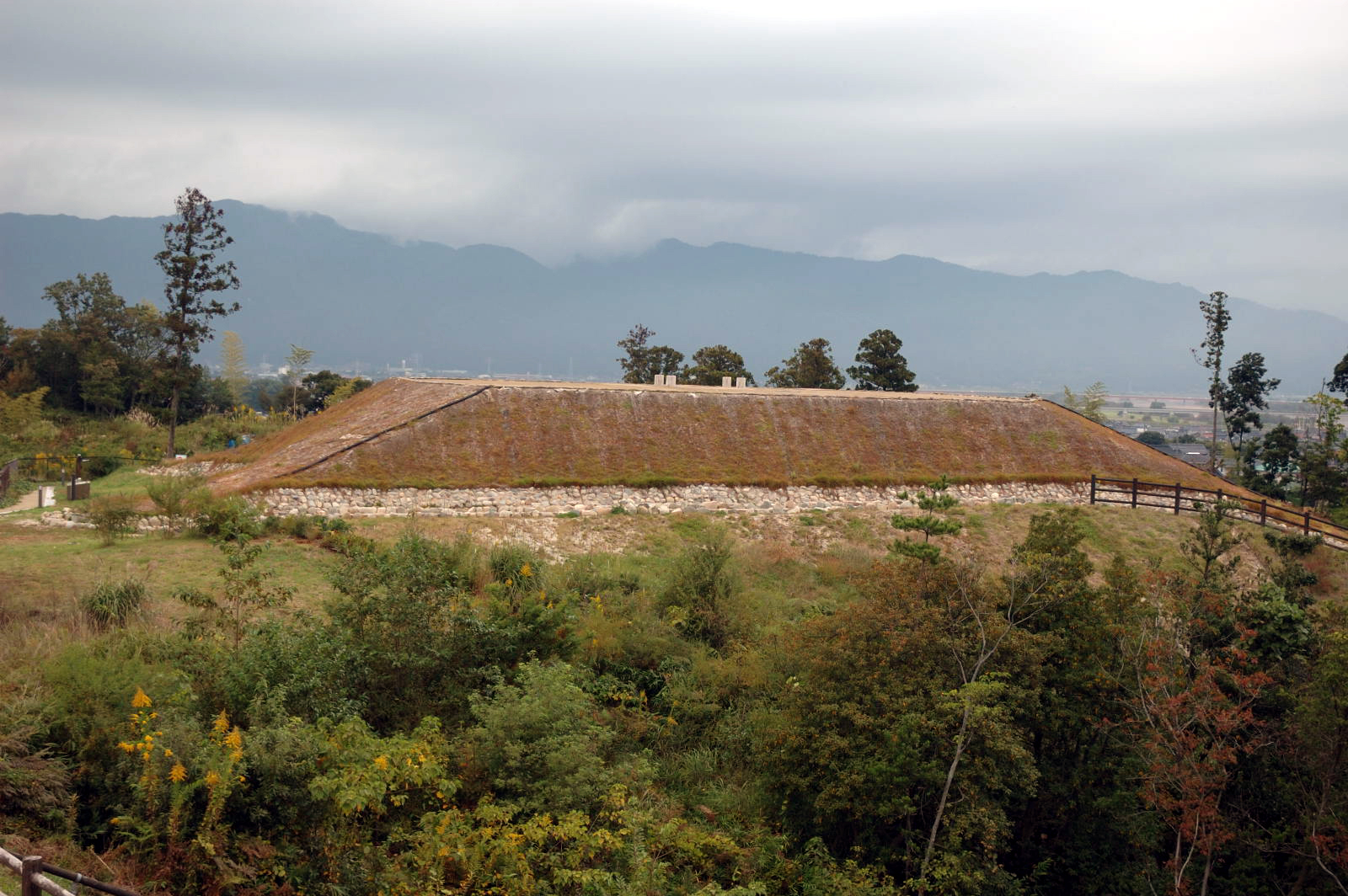
被认为是葺石原型的西谷3号墓（出雲市）貼石

葺石墓从彌生時代中期开始逐渐出现在西日本各地，持续至古坟时代。普遍认为是最古的“标准化的大型前方後圓墳”箸墓古墳，和可能稍早于箸墓古墳的ホケノ山古墳（位于奈良县樱井市）就已确认了葺石的存在，因此，葺石成为了出现期古坟的一个特征元素。而且在标准化之前，即所谓“缠向型”坟墓，如：缠向石塚古墳、缠向胜山古坟、東田大塚古墳，都没有埴轮和葺石伴出。
常被看作葺石祖形之一的，是弥生时代山陰地方出现的四隅突出型弥生墳丘墓中的贴石。如在岛根县出雲市的西谷墳墓群3号墓中，坟丘的底部便有一圈贴石。此外，在岡山縣總社市的楯築遗址，墓丘周围有石列围绕，这种情况在山阴和山陽地方普遍存在。在山阳地方，还有将石头堆砌成石墙来划定墓丘的例子。

## 词源

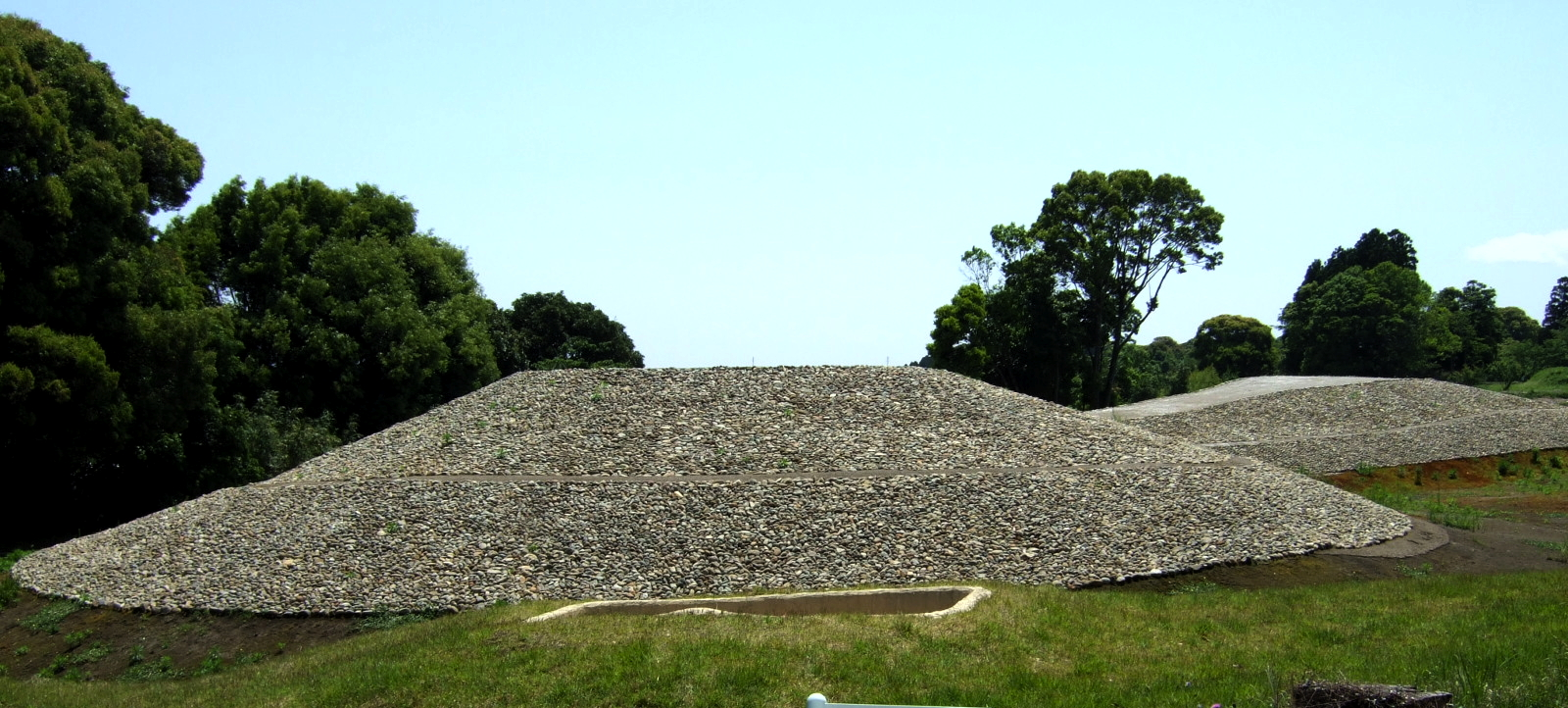
宮崎市生目古墳群5号墳复原的葺石。这是一个3世纪后半到4世纪前半的前方后圆墳。在前方，有一个地下式横穴墓（复原）。生目古墳群在1943年被指定为史迹。

1915年（大正4年），今西龍在宮崎縣儿汤郡（现西都市）的西都原古墳群中的第21号塚的调查发掘，在其调查报告书中有“表面的葺石”一节，并在前方部的平、剖面图中描述了葺石分布的状态。
“葺石”一词作为考古学术语的确立，很大程度上归功于1922年（大正11年）高橋健自的《古坟与上代文化》。在该书中，高橋在介绍畿内古坟的实例时，指出葺石是"实用与装饰并重的物品"。他解释说，关于"实用"，是因为“如果把封土直接放在那里，就会因为风雨和寒冷而流失和剥离，所以需要用卵石保护”；关于"装饰"，是“为了给墳丘增添美感”，并且"建设墓丘本身就是在地面上设立了一个标志。建成后，就应该尽量使其引人注目，同时让来访者产生敬畏之心，使其显得庄重"。

## 葺石的调查

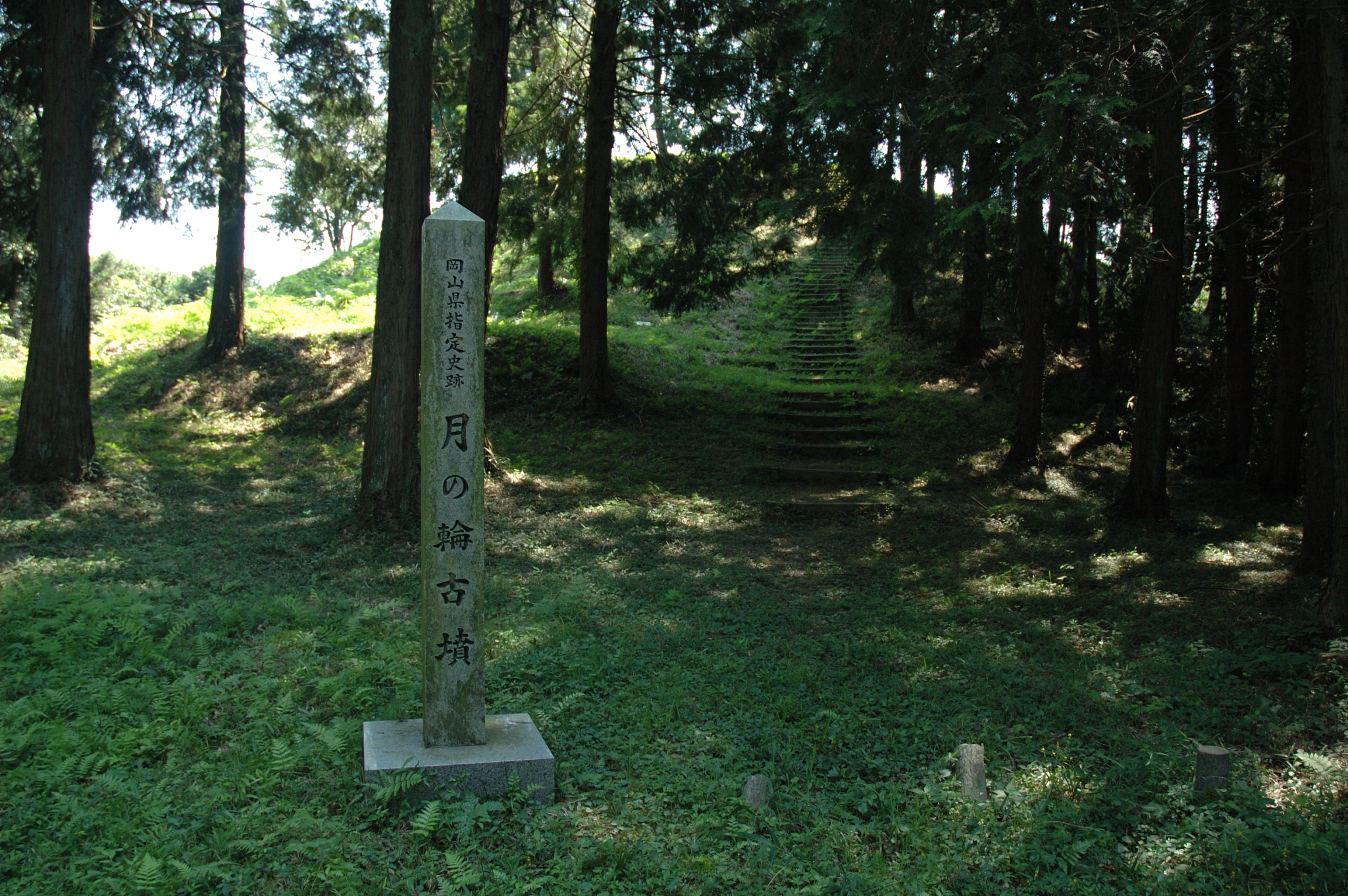
岡山县月の輪古墳。以专家、市民和学生共同进行发掘调查的"月之轮模式"著称。

在二战前的发掘调查中，几乎没有对葺石本身的精细调查。直到战后的学术调查中，才开始引入科学的检验工作和细致的绘图工作。
1953年（昭和28年），近藤義郎等对冈山县美咲町（当时为饭冈村）的月之轮古坟进行了发掘调查，古墳全体高10米，直径60米，调查了其外表面的3/4。1960年（昭和30年）出版的报告中，报告了葺石分布的范围、形状和大小、岩石学的研究，以及葺石铺设技术的技术研究等内容，每一块构成的石头都被详细地绘制出来，估计在月之轮古坟中使用的石头总数约为80,000块。
战后，随着大型基建激增，遗址被破坏，因此，为保存记录而进行了大量抢救性发掘与深入的调查。早期的成果有原口正三和西谷正对大阪府高槻市的辩天山C1号坟的调查。1967年（昭和42年），辩天山古坟群的调查发掘报告出版，书中研究了葺石的堆叠方式，测定了单位面积的使用数量和重量，探索了葺石的石材产地和运输路线的等。青木敬对此表示，之后几乎没有比这更详细的关于葺石的验证工作和调查成果的报告了。

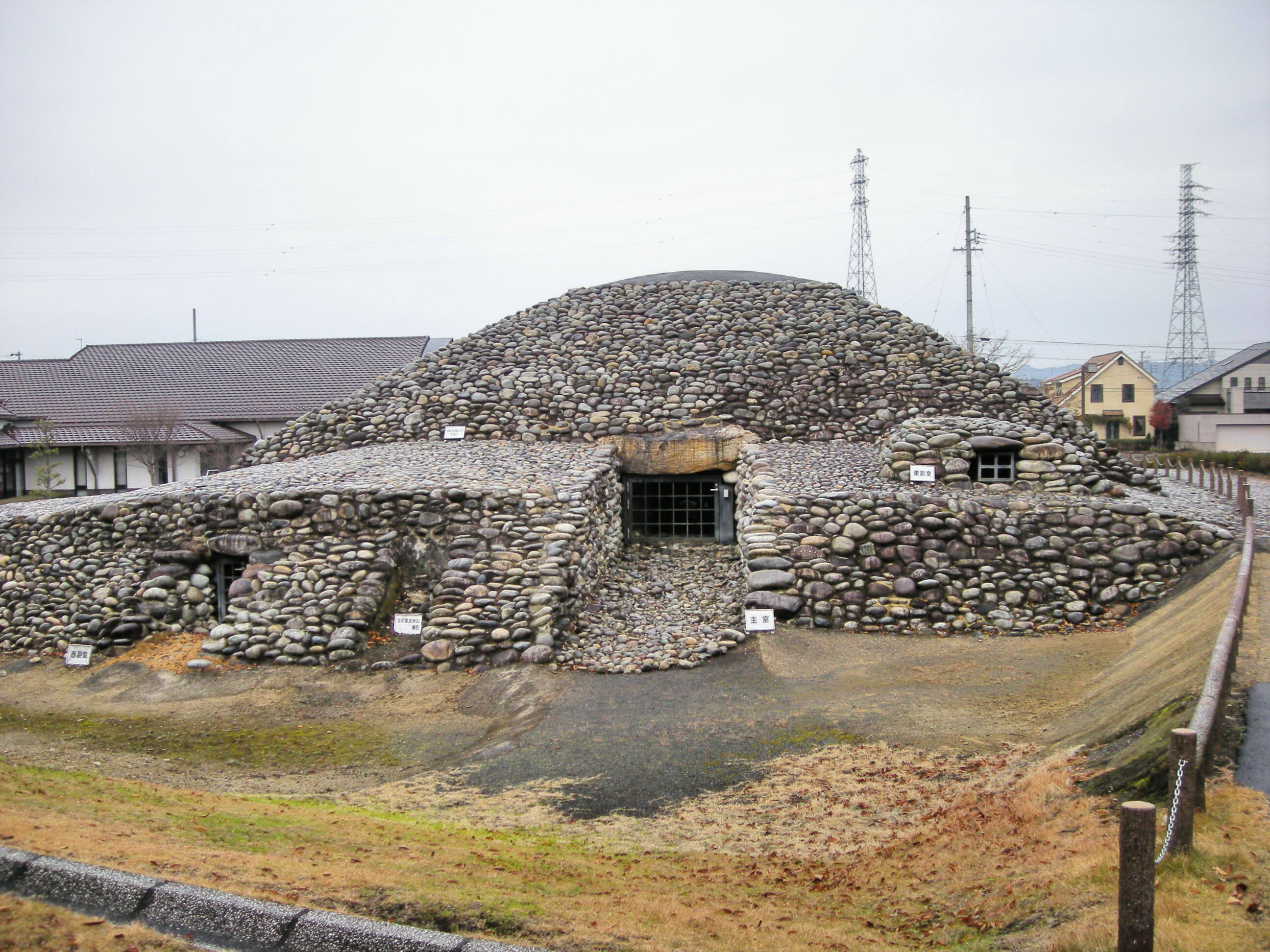
复原的次郎兵衛塚一号墳（岐阜县可兒市）的葺石。

如今，对葺石的调查需要专门的土木工程知识。另外，石塚久則提出了进行科学的定性和定量的调查记录方法，包括：
1. 古环境调查
2. 土质调查
3. 结构工程调查
4. 材料调查
5. 葺石结构调查
6. 石堆施工[19]。

## 材料和建造方法
葺石的石材通常是河中的卵石或者砾石，各种各样的石材都有。例如，大阪府柏原市的松岳山古墳，使用安山岩的扁平石块，竖直或斜向堆叠。此外，燧石、砂岩、板岩、玄武岩等也是葺石的材料。
土则常是外来的土。如佐贺县佐賀市的久保泉丸山遗址，通过花粉分析研究古环境，发现墳丘所在地山上的植被和古坟用土的植被之间有明显的差异。这表明，在构造墳丘时，采土地点可能在不在本地。

### 葺石的4种建造法

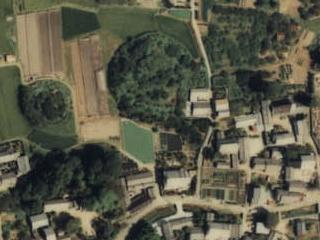
1類葺石，樱井市的ホケノ山古墳

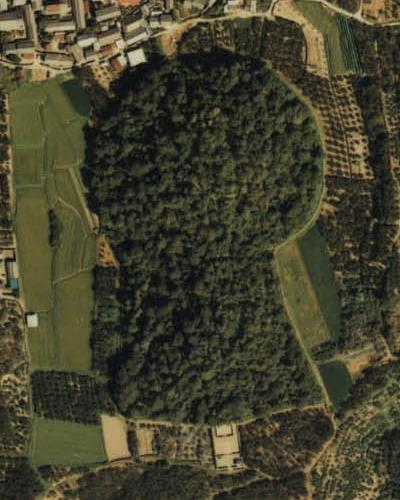
2類葺石，天理市的西殿塚古墳

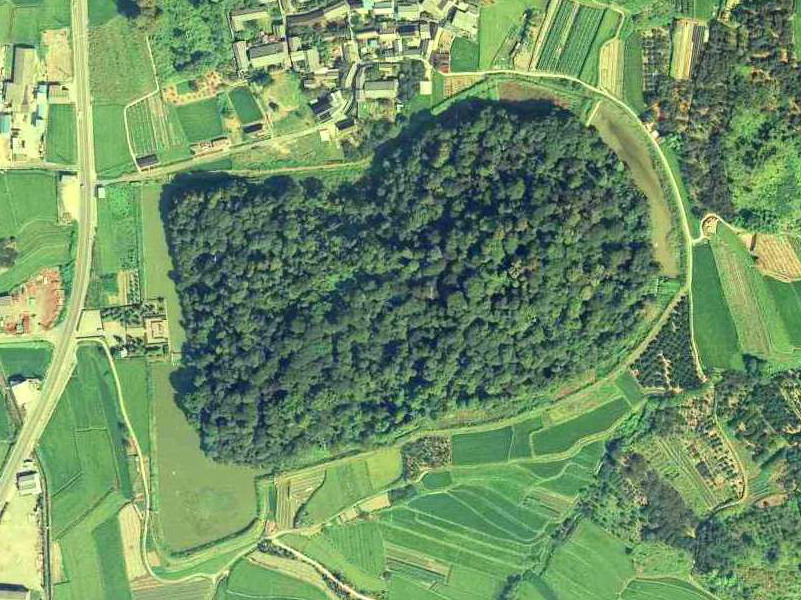
3類葺石，天理市的澀谷向山古墳

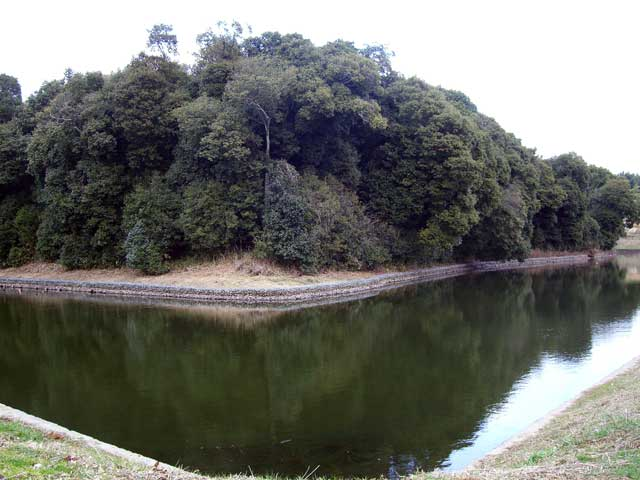
4類葺石，明日香村的梅山古墳

青木敬在2003年（平成15年）对已经确认葺石结构的古坟进行了案例研究，提出了着眼于"基底石"外观的分类方案，认为可分四类。按照青木的解释，"基底石"是在葺石中起到基石作用的石头，相比其他石材明显较大。以下是青木的四类类型的大概内容，对于古墳时期，依据和田晴吾的年代推断以及《全国古墳編年集成》。

#### 1類
发现于畿内地区，没有基底石，葺石像石墙一样砌成，墙背回填很厚。典型的例子包括中山大塚古墳（奈良县天理市）、ホケノ山古墳（奈良县樱井市）、元稲荷古墳（京都府向日市）的后方部等，这些被认为是最古老的古墳葺石建造方法。此类型具有厚厚的墙背回填等从弥生墳丘墓继承下来的各种元素，中山大塚、ホケノ山、元稲荷这三座古坟的时间属于和田编年的1期（古坟前期初头）。此外，秋叶山古坟（靜岡縣静岡市）和森将軍塚古墳（长野县千曲市）等属于和田编年的3期（古坟前期后叶），坟丘的斜面倾斜都有的更陡的倾向，30度以上的占大多数。

#### 2類
此类的主要特点是基底石砌成两层。基石主要是水平叠放，上面的石头有奈良县天理市的赤土山古墳或西殿塚古墳这样的丁砌的，也有像岡山县津山市的美和山1号墳这样的水平叠放的类型。这种类型存在于和田编年的1-3期（古墳时代前期初头到后也）。从周沟的过渡土堆部分的形状来看，常被视为最早的标准化古墳的奈良县桜井市箸墓古墳，也很有可能属于这种类型。此类像1类一样，坟丘倾斜非常陡，大部分的倾斜角超过30度。也就是说，1类和2类葺石，都可以被理解为继承了弥生墓的各种元素的建筑方法，且在年代上也呈现出并行关系。

#### 3類
此类葺石种，2类的底部基底石消失，变成了一层的形态。在这种类型中，例子特别多，与其他类型相比，数量突出。在时间上，它从和田编年的2期（古墳时代前期前叶）到6期（古墳时代中期中叶）延续了很长一段时间。此外，由于日本列島各地都采用了统一的葺石建筑方法，因此，这种类型的普及背后的主要因素可以理解为"建筑技术的标准化"。
3类的例子很多，青木将其细分为以下三类：
3-1類
基底石以上的石头丁砌，与之前类型属于同样的“砌葺石”谱系。代表例子有大阪府高槻市的弁天山C1号墳，此类出现在3-2类之前。
3-2類
此类基底石以上的石头非砌成，而是将石头直接埋在土里，称为"贴葺石"，可视为4类的萌芽形态，并且可以在3-1类和它之间设定一个小阶段。可以看出墓丘的倾斜趋缓。
3-3類
此类虽然属于3-1类型，但部分使用了切石，例如大阪府柏原市的玉手山1号墳与7号坟。建造技术与本地的技术融合。

#### 4類
此类基底石消失，和1类一样，但倾斜角度较缓，一般在20-25度左右。时间上与3类并行，早的有3期（例如京都府加悦町的作山1号墳，古墳时代前期），晚的有8期（例如群馬縣高崎市的保渡田八幡塚古墳，古墳时代后期前叶）以及10期（例如奈良县明日香村的平田梅山古墳，古墳时代后期后叶）。建筑方法上属于"贴葺石"谱系，如6期的佐紀瓢箪山古墳（奈良县奈良市）所见，一般是以小型石材为主。但也有像平田梅山古墳那样，在石头之间留有缝隙，并用小石子填充的方法。

### 带有区域石列的葺石
青木敬指出，在建筑葺石时，有些古坟在横纵方向上都设置了区域石列。如弁天山C1号墳（高槻市）、郡家車塚古墳（高槻市）、岡古墳（大阪府藤井寺市）、浄元寺山古墳（藤井寺市）、作山1号墳（京都府加悦町）、鴫谷古墳群东1号墳（京都府加悦町）等6例。设置区域石列的方法被认为是中小规模古墳特有的建筑法，还有待于今后的调查研究。

## 目的和功能

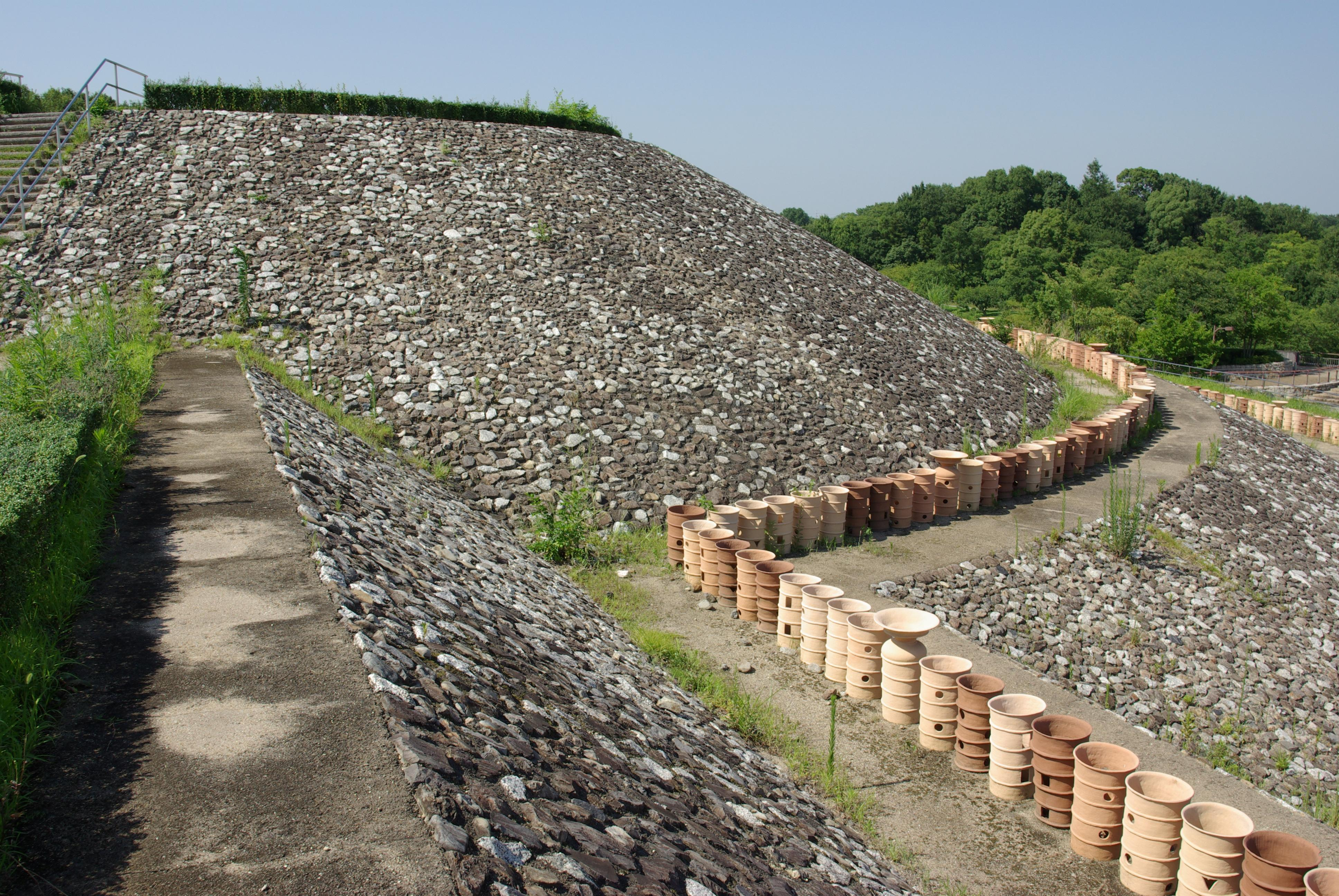
5世纪上半叶建造的ナガレ山古墳（位于奈良县河合町，属于馬見古墳群）的狭窄部分，可以看到円筒埴輪列，半个坟丘的葺石进行了复原。

大正时代，高桥健次便已指出，葺石旨在展示坟丘的庄严，并保护坟丘本身。特别是葺石主要在坟丘的斜面上使用，通常不在平面使用，可以推断其主要目的是防止土壤流失，同时起到防水和排水的效果。
此外，葺石还有可以与相邻区域明确区别。也就是说，“从这里开始就是圣域、灵域”——可能也有表达这个界限的意义。
広瀬和雄对比了亚洲各国，指出了日本的墓葬特点，特别是前方后圆墓的特点，“用眼睛看到的王权”、“展示的王权”，或者说“展示与王权的关系”与葺石之间的关联。
也就是说，在古坟时代，日本的大型坟墓在坟丘的斜面等地方满布葺石，远看就像石冢一样。在平台部分则列有円筒埴輪，并在坟丘周围开挖周濠，外侧设置陪葬墓，形成了丰富多彩的装饰。对于当时只能从侧面看到古坟的人来说，不仅规模和形状，陵墓的色彩形象也是葺石构成的又白又亮的建筑物，与其他建筑物之间形成巨大反差。可以说，古坟不仅仅是墓地，也是政治的产物。
另外，森浩一指出，像神户市的五色塚古墳（位于垂水区），以及同市的西求女塚古墳（位于灘區）、処女塚古墳（位于東灘區）、東求女塚古墳（位于东滩区）这样的古坟，从海上看，这些闪闪发光的葺石也是绝佳的航海目标。

## 葺石的结束

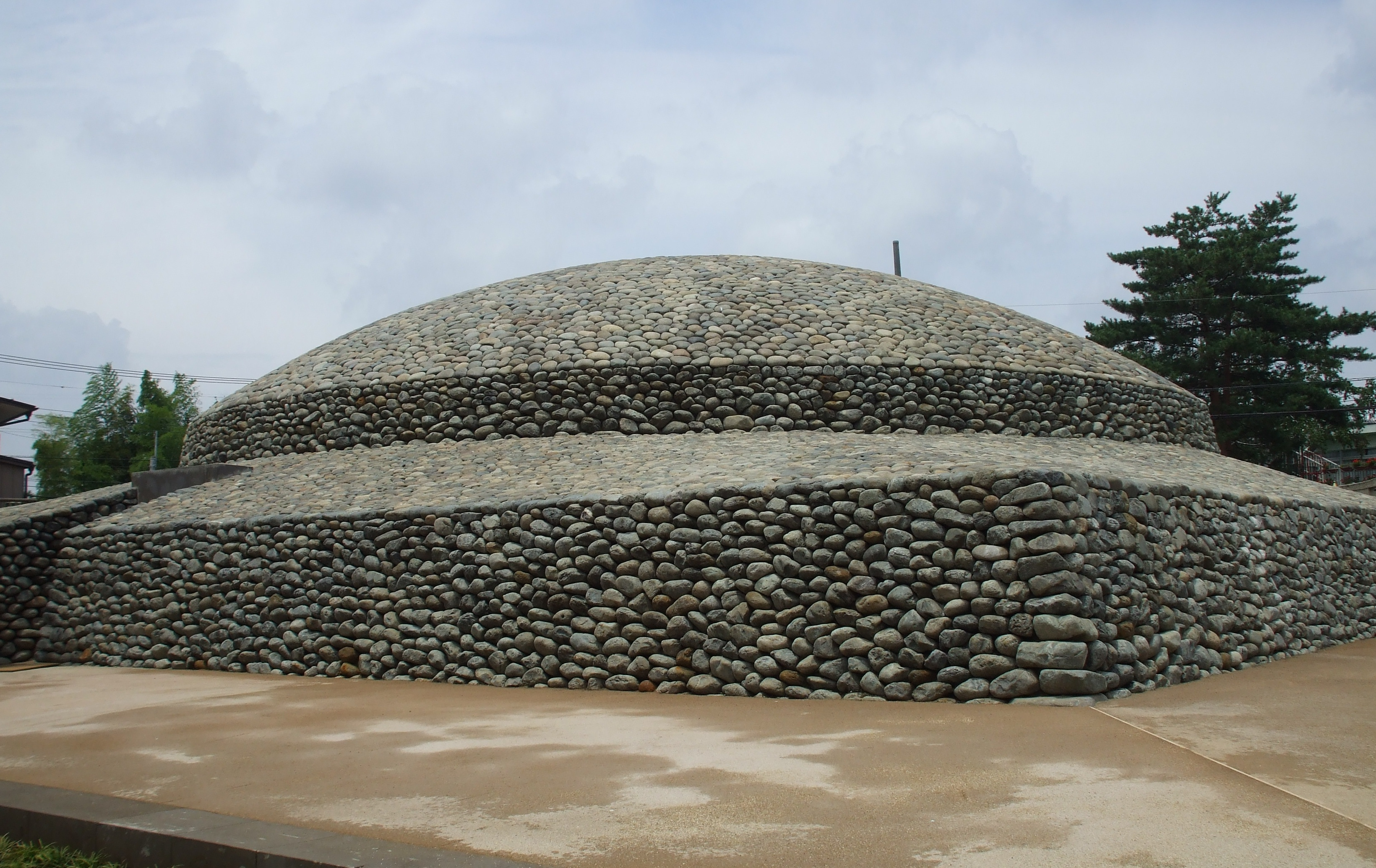
复原的武蔵府中熊野神社古墳（東京都府中市）墳丘

古坟时代中期，即5世纪，坟丘规模达到顶峰，实际的政治结构也对古墓群的构成产生了明显的影响，被葬者的社会地位和身份也可以通过墓葬的形式和规模推断出来。然而，到了5世纪末期，巨大的前方后圆墓和有等级的巨大古墓群的形成却开始减少。

## 古墳的復原

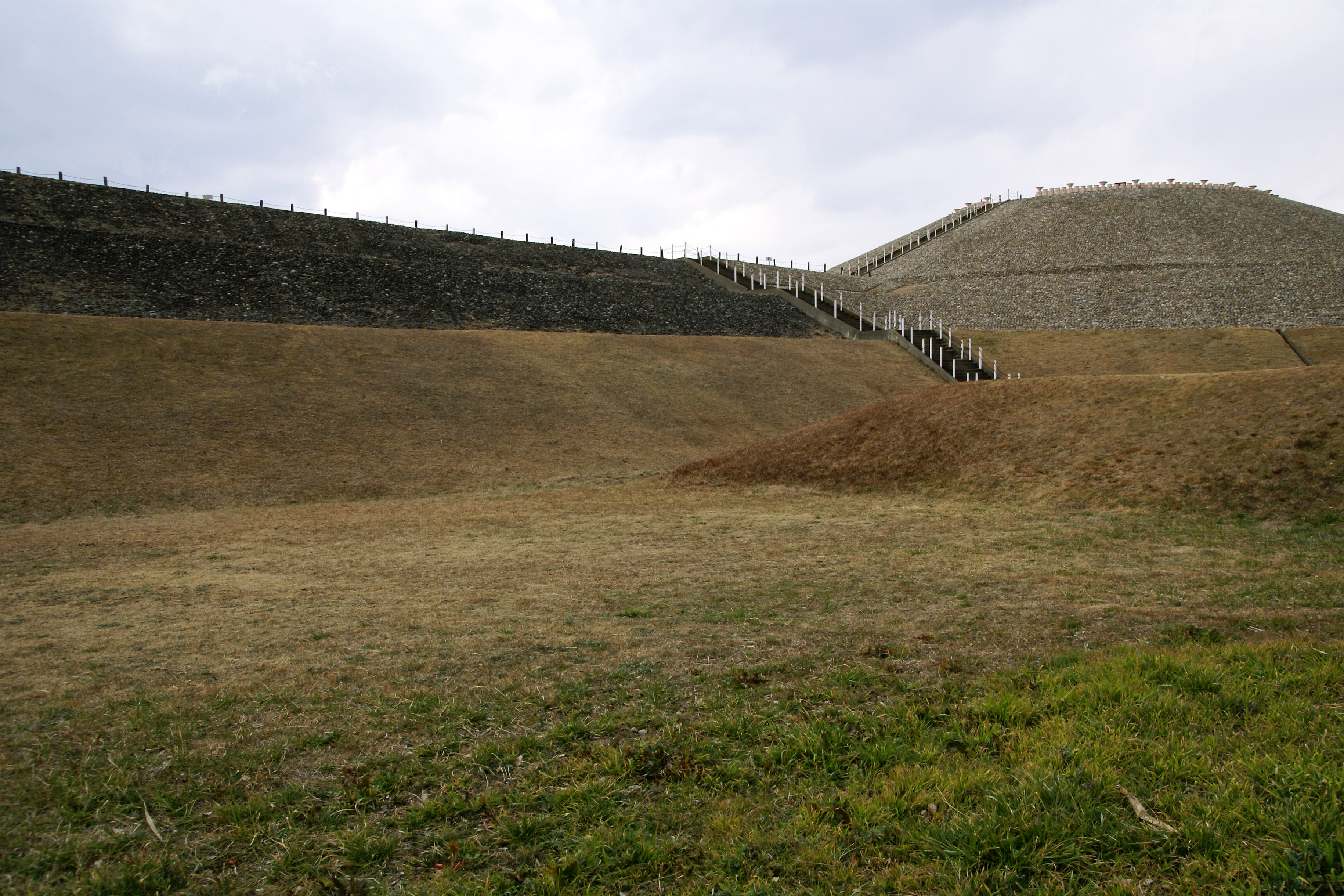
五色塚古墳（神戸市）。本来の葺石を利用した前方部（左手前）と新たに入れた石で葺石を復元した後円部（右奥）

## 復原使用葺石的古墳圖片

### 備注
1. ↑  与墓葬本体相对，葺石、埴輪列、濠、石垣等被称作古坟的外部设施或者外部构造，葺石有时还被称作外表设施。
2. ↑  如果只看关东平原的话，这个平原主要是由关东黄土层（日语：関東ローム層）形成的台地遗迹侵蚀形成的冲积平原构成，石材非常贫乏。即便到了后世近世，其他地区的城郭普遍拥有石牆，这里也都像佐倉城一样让土露在外面。不过江户城是个例外，它是中央政府所在地，是通过课全国所有大名軍役来获取石材来建造巨大的石墙。
3. ↑  赞岐（现香川县）自古便是石文化盛行之地。据《播磨国风土记》中记载，景行天皇时代播磨伊保山的石工集団，便是从讃岐的羽若移居而来。在古坟时代前的弥生时代时期，石器原料赞岐岩（日语：サヌカイト）（赞岐产的安山岩）便通过贸易广泛流通。
4. ↑  在箸墓古坟所在地附近的土地中，发现了和古坟石室用材相同的石，这些石头是产自大和川左岸芝山（大阪府柏原市）山顶附近的芝山火山岩。芝山自古就是叫做“大坂”的地方的一部分[7]。
5. ↑  『日本書紀』崇神10年9月条有如下记载：是墓者，日也人作，夜也神作。故运大坂山石而造，则自山至于墓，人民相踵，以手递传而运焉。时人歌之曰：

饫朋佐介珥，菟艺乃烦例屡，伊辞务逻坞，多误辞珥固佐縻，固辞介氐务介茂。
6. ↑  福岡市東区に所在する名子道2号墳（西新式古段階の弥生土器（日语：弥生土器）が出土）は長径7メートルの弥生墓（長方形墳）であるが、葺石をともなっている[8]。
7. ↑  寺沢薫 (1988) 称“缠向型前方后圆坟”、和田晴吾 (2004) は「缠向型前方后圆形周沟墓」と呼称している。
8. ↑  例如冈山市的都月2号弥生墳丘墓等，都是非常典型的例子[12]。
9. ↑  建造于4世纪后半，与古市古墳群有关。
10. ↑  分布有5世纪至6世纪古墳的遗址。
11. ↑  根据青木所列表格，1類葺石有5例，2類11例，4類5例，而3類则有46例。[26]。
12. ↑  在鴫谷東1号墳中，发现了保存完好的保存状態葺石和埴轮列。底部的葺石配置可以看出一定的施工単位。葺石中，大小石头非常精致的排列，最外层选用大石头，在再外侧间隔一定距离排列一排埴轮列。[28]。

## 外部連結
- 五色塚古墳・大歳塚古墳Web-site （页面存档备份，存于）（五色塚古墳管理事務所）
- 古墳Moodys「保渡田古墳群」 （页面存档备份，存于）（古墳考現学会）